# 愛は惜しみなく
『愛は惜しみなく』（あいはおしみなく）は、ヤングレディ誌に連載された川内康範の小説の映画化作品。1967年12月9日公開。日活。園まりの同名ヒット曲に乗せて描いた歌謡メロドラマ。また、同曲は『第18回NHK紅白歌合戦』において歌われた。

## 出演
- 園まり
- 杉良太郎
- 園井啓介
- 山本陽子
- 佐野周二
- 鳳八千代
- 中台祥浩
- 長浜鉄平

## スタッフ
- 監督　森永健次郎
- 企画　横山弥太郎
- 原作　川内康範
- 脚本　才賀明 　丹野雄二
- 撮影　藤岡粂信
- 音楽　宮川泰

## 主題歌
- 愛は惜しみなく
　歌園まり　作詞川内康範　作曲宮川泰 ポリドール　1967年8月発売

## 同時上映
- 『関東刑務所帰り』
脚本：甲斐久尊 / 監督：武田一成 / 主演：高橋英樹